# Disparition et mort d'Aurélie Avez
Le texte peut changer fréquemment, n’est peut-être pas à jour et peut manquer de recul. 
Le titre et la description de l'acte concerné reposent sur la qualification juridique retenue lors de la rédaction de l'article et peuvent évoluer en même temps que celle-ci.
La disparition et la mort d'Aurélie Avez est une affaire judiciaire français sur Aurélie Avez, une mère de famille de 38 ans qui a disparu le 29 septembre 2023 et dont le corps a été retrouvé le 5 octobre 2023.

## Protagonistes

### Aurélie Avez
Aurélie Avez est une femme de 38 ans domiciliée à Longuenesse dans le Pas-de-Calais. Elle est mère de deux filles âgées de 11 et 14 ans au moment de sa disparition dont elle a la garde de façon alternée avec son ex-conjoint. Elle travaille en tant qu'agent immobilier. Sa voiture est une Austin mini de couleur gris sable et immatriculée ED095YX qui a également disparu. Aurélie Avez mesure environ 1m60, elle est mince, a les cheveux blonds et les yeux bleus. Mehdi Benbouzid, procureur de la République de Saint-Omer, craint qu'Aurélie Avez n'ait tenté de mettre fin à ses jours. Elle avait déjà tenté de se suicider et elle se trouvait dans un état dépressif profond au moment de sa disparition. David Avez, le frère de la victime, n'est pas de cet avis et pense qu'il s'agit plutôt d'un enlèvement.

## Circonstances
Le téléphone portable d'Aurélie Avez s'est éteint le vendredi 29 septembre 2023 à 21h sans qu'elle n'envoie un message à sa famille ce qu'elle avait l'habitude de faire. Le lendemain, le 30 septembre, son ex-conjoint est passé à son domicile pour lui ramener leurs filles dont elle devait récupérer la garde mais elle n'était pas présente. Aurélie devait fêter son anniversaire le 1er octobre et avait déjà fait quelques préparatifs pour cette fête mais le 29 septembre, elle a envoyé un message à quelqu'un en disant qu'elle annulait son anniversaire et qu'elle partait.

## Enquête
Le parquet de Saint-Omer a ouvert une enquête pour « disparition inquiétante ». Le commissariat de police de Saint-Omer est chargé des investigations. La famille et les amis ont lancé dès la disparition des appels à témoins sur les réseaux sociaux et dans différentes communes avoisinantes. Des battues ont été organisées le mardi 3 et mercredi 4 octobre sans donner de résultat. Les enquêteurs ont reçu plus d'une centaine d'appel.
Le 5 octobre vers 17h, un corps est retrouvé dans une voiture immergée dans le canal qui traverse la commune d'Holque à la frontière du Nord et du Pas-de-Calais. D'après Midi libre, la plaque de la voiture correspond avec celle de la voiture d'Aurélie Avez.
Le paquet de Saint-Omer confirmera qu'il s’agit bien du corps de la disparue. La thèse du suicide est privilégiée par les enquêteurs. Toutefois, des investigations en recherche des causes de la mort sont en cours pour confirmer ou infirmer cette hypothèse.